# Henritermierit
Henritermierit ist ein sehr selten vorkommendes Mineral aus der Gruppe der Granate innerhalb der Mineralklasse der „Silikate und Germanate“. Es kristallisiert im tetragonalen Kristallsystem mit der Endgliedzusammensetzung Ca3Mn3+2(SiO4)2(OH)4, ist also chemisch gesehen ein Calcium-Mangan-Hydrogranat. Strukturell gehört er wie die anderen Granate zu den Inselsilikaten.
Da Henritermierit mit Grossular (Ca3Al2[SiO4]3) eine lückenlose Mischkristallreihe bildet und deshalb meist ein geringer Anteil Mangan durch Aluminium ersetzt ist, wird für Henritermierit auch die vereinfachte Zusammensetzung Ca3(Mn3+,Al)2[(SiO4)2(OH)4] angegeben. Daneben bildet das Mineral auch mit Katoit (Ca3Al2[(SiO4)>1,5((OH)4)<1,5]) und Hydro-Andradit Mischreihen. Aufgrund der Mischkristallbildung variiert die Farbe von Henritermierit von „Gewürznelkenbraun“ bis „Aprikosenfarben“ oder Zitronengelb bis Hellgelb.
Das Mineral entwickelt meist durchscheinende Kristalle mit kurzprismatischem oder pseudooktaedrischem Habitus, findet sich aber auch in Form körniger Mineral-Aggregate.

## Etymologie und Geschichte
Entdeckt wurde Henritermierit im Tagebau „Tachgagalt“ in der marokkanischen Provinz Ouarzazate und beschrieben durch C. Gaudefroy, M. Orliac, F. Permingeat, A. Parfenoff, die das Mineral nach dem französischen Geologen Henri François Émile Termier (1897–1989) benannten.

## Klassifikation
Die strukturelle Klassifikation der International Mineralogical Association (IMA) zählt den Henritermierit zur Granat-Obergruppe, wo er zusammen mit Holtstamit die Henritermierit-Gruppe mit 8 positiven Ladungen auf der tetraedrisch koordinierten Gitterposition bildet. Formal gehört der Monteneveit ebenfalls in diese Gruppe, obwohl er strukturell und chemisch den Mineralen der Bitikleit-Gruppe näher steht.
In der veralteten 8. Auflage der Mineralsystematik nach Strunz gehörte der Henritermierit zur Mineralklasse der „Silikate“ und dort zur Abteilung „Inselsilikate (Nesosilikate)“, wo er als einziger Vertreter im Anhang zur Gruppe „Ti-, Zr- und V-Granate“ mit der Systemnummer VIII/A.06d und den Hauptmitgliedern Goldmanit und Kimzeyit steht.
Im zuletzt 2018 überarbeiteten „Lapis-Mineralienverzeichnis“, das sich im Aufbau noch nach der alten Form der Systematik von Karl Hugo Strunz richtet, erhielt das Mineral die System- und Mineralnummer VIII/A.08-220. In der „Lapis-Systematik“ entspricht dies der Klasse der „Silikate“ und dort der Abteilung „Inselsilikate mit [SiO4]-Gruppen“, wo Henritermierit zusammen mit Almandin, Andradit, Calderit, Eltyubyuit, Eringait, Goldmanit, Grossular, Holtstamit, Hutcheonit, Irinarassit, Jeffbenit, Katoit, Kerimasit, Kimzeyit, Knorringit, Majorit, Menzerit-(Y), Momoiit, Morimotoit, Pyrop, Schorlomit, Spessartin, Toturit, Uwarowit und Wadalit die „Granatgruppe“ mit der Systemnummer VIII/A.08 bildet.
Die von der IMA zuletzt 2009 aktualisierte 9. Auflage der Strunz’schen Mineralsystematik ordnet den Henritermierit in die Klasse der „Silikate und Germanate“ und dort in die Abteilung „Inselsilikate (Nesosilikate)“ ein. Hier ist das Mineral in der Unterabteilung „Inselsilikate ohne zusätzliche Anionen; Kationen in oktaedrischer [6]er- und gewöhnlich größerer Koordination“ zu finden, wo es zusammen mit Almandin, Andradit, Blythit, Calderit, Goldmanit, Grossular, Hibschit, Holtstamit, Hydroandradit, Katoit, Kimzeyit, Knorringit, Majorit, Momoiit, Morimotoit, Pyrop, Schorlomit, Skiagit, Spessartin, Uwarowit und Wadalit die „Granatgruppe“ mit der Systemnummer 9.AD.25 bildet.
Ebenfalls zu dieser Gruppe gezählt wurden die mittlerweile nicht mehr als Mineral angesehenen Granatverbindungen Blythit, Hibschit, Hydroandradit und Skiagit. Wadalit, damals noch bei den Granaten eingruppiert, erwies sich als strukturell unterschiedlich und wird heute mit Chlormayenit und Fluormayenit einer eigenen Gruppe zugeordnet. Die nach 2001 beschriebenen Granate Irinarassit, Hutcheonit, Kerimasit, Toturit, Menzerit-(Y) und Eringait wären hingegen in die Granatgruppe einsortiert worden.
In der vorwiegend im englischen Sprachraum gebräuchlichen Systematik der Minerale nach Dana hat Henritermierit die System- und Mineralnummer 51.04.04.01. Das entspricht der Klasse der „Silikate“ und dort der Abteilung „Inselsilikatminerale“. Hier findet er sich innerhalb der Unterabteilung „Inselsilikate: SiO4-Gruppen nur mit Kationen in [6] und >[6]-Koordination“ in der „Granatgruppe (Tetragonale Hydrogranate)“, in der auch Holtstamit eingeordnet ist.

## Kristallstruktur
Henritermierit kristallisiert tetragonal in der Raumgruppe I41/acd (Raumgruppen-Nr. 142) mit den Gitterparametern a = 12,39 Å und c = 11,91 Å sowie 8 Formeleinheiten pro Elementarzelle.

## Bildung und Fundorte
Henritermierit bildet sich in manganreichen Erzlagerstätten. An seiner Typlokalität „Tachgagalt“ wurde er in Form kleiner Körner gefunden, die die Lücken zwischen den Kristallen anderer Minerale auffüllten. Als Begleitminerale traten hier Calcit, Gaudefroyit, Hausmannit und Marokit auf.
Des Weiteren konnte das Mineral bisher (Stand: 2013) nur noch in der N'Chwaning Mine nahe Kuruman und in der Wessels Mine nahe Hotazel im Kalahari-Manganfeld in Südafrika gefunden werden, wo er mit Andradit, Baryt, Calcit, Hämatit, Hausmannit und Manganit vergesellschaftet auftrat.